# Leonid Solomonowitsch Mamut
Leonid Solomonowitsch Mamut (russisch Леонид Соломонович Мамут; * 9. Juni 1929; † 15. Mai 2015) war ein sowjetischer Jurist und Staatsrechtler.

## Leben
Mamut studierte am Moskauer Juristischen Institut mit Abschluss 1951. Darauf arbeitete er als Rechtsberater. 1961 verteidigte er am Institut für Staat und Recht (IGP) der Akademie der Wissenschaften der UdSSR (AN-SSSR, ab 1991 Russische Akademie der Wissenschaften (RAN)) seine Kandidat-Dissertation über die Entstehung der Staatslehre von Karl Marx. Darauf wurde er Dozent am Juristischen Allunionsinstitut für Fernstudien.
Ab 1966 arbeitete Mamut im IGP. 1977 verteidigte er seine Doktor-Dissertation über aktuelle historisch-theoretische Probleme der Staatstheorie von Karl Marx. Es folgte die Ernennung zum Professor.
1990 wurde Mamut als Experte Mitglied der Verfassungskommission des Volksdeputiertenkongresses. Er gilt als einer der Autoren der Verfassung der Russischen Föderation neben Anatoli Alexandrowitsch Sobtschak, Sergei Sergejewitsch Alexejew und Sergei Michailowitsch Schachrai. 1993 war er Vertreter des Präsidenten der Russischen Föderation in der Verfassunggebenden Versammlung. 1994 wurde er als Verdienter Jurist der Russischen Föderation geehrt. Später wurde das Recht im Sozialstaat ein Arbeitsschwerpunkt.
Mamuts Sohn ist der Rechtsanwalt, Bankier und Investor Alexander Leonidowitsch Mamut.